# Companyia Elèctrica Dharma
La Companyia Elèctrica Dharma es un grupo de música español procedente de Barcelona (Cataluña), concretamente del barrio de Sants. Su música, de carácter festivo, integra sonidos procedentes del folk catalán (especialmente de la cobla y sus característicos oboes) con estilos contemporáneos (rock, jazz-rock, world music, Ona Laietana, Rock Progresivo Catalan etc.). 

## Historia
En su último trabajo, se mezcla el jazz de Miles Davis con las músicas para cobla y sardana del compositor catalán Joaquim Serra.

## Discografía
- Diumenge (1975)
- L'Oucomballa[2] (1976)
- Tramuntana[3] (1977)
- L'àngel de la dansa (1978)
- Ordinàries aventures (1979)
- L'Atlàntida (1981)
- Al Palau de la Música amb la Cobla Mediterrània[4] (1982)
- Catalluna (1983)
- Força Dharma! Deu anys de resistència (1985)
- No volem ser (1986)
- Homenatge a Esteve Fortuny (1987)
- Fibres del cor (1989)
- Tifa Head (1991)
- Que no es perdi aquest so (1993)
- 20 anys de la Companyia Elèctrica Dharma (1994)
- El ventre de la bèstia (1996)
- Racó de món (1998)
- Sonada (2000)
- Llibre vermell[5] (2002)
- Dharmasseria (2004)
- 30 anys, la Dharma l'arma! (2006)
- El misteri d'en Miles Serra i les músiques mutants (2008)
- Flamarada (2019)